# Michèle Gurdal
Michèle Gurdal (30 novembre 1952) è un'ex tennista belga.

## Carriera
In carriera ha vinto un titolo nel singolare, il WTA Swiss Open nel 1976. Nei tornei del Grande Slam ha ottenuto il suo miglior risultato raggiungendo i quarti di finale nel singolare agli Australian Open nel 1979, e di doppio agli Australian Open nel 1976 e all'Open di Francia sempre nello stesso anno.
In Fed Cup ha disputato un totale di 49 partite, collezionando 24 vittorie e 25 sconfitte.

## Statistiche

### Singolare

#### Vittorie (1)
| Numero | Anno           | Torneo                 | Superficie  | Avversaria in finale    | Punteggio     |
| 1.     | 11 luglio 1976 | WTA Swiss Open, Gstaad | Terra rossa | Gail Sherriff Chanfreau | 4-6, 6-2, 6-3 |

### Singolare

#### Finali perse (1)
| Numero | Anno            | Torneo                                 | Superficie | Avversaria in finale | Punteggio |
| 1.     | 8 novembre 1976 | Japan Open Tennis Championships, Tokyo | Cemento    | Wendy Turnbull       | 1-6, 1-6  |

### Doppio

#### Finali perse (3)
| Numero | Anno            | Torneo                            | Superficie  | Compagna          | Avversarie in finale                   | Punteggio |
| 1.     | 23 ottobre 1972 | Barcelona Ladies Open, Barcellona | Terra rossa | Monique van Haver | Gail Sherriff Chanfreau Nathalie Fuchs | 4-6, 2-6  |
| 2.     | 25 marzo 1973   | Virginia Slims of Akron, Akron    | Sintetico   | Patricia Bostrom  | Patti Hogan Sharon Walsh               | 5-7, 4-6  |
| 3.     | 24 ottobre 1976 | Barcelona Ladies Open, Barcellona | Terra rossa | Nathalie Fuchs    | Florența Mihai Virginia Ruzici         | 2-6, 4-6  |